# Прокладання шляху (шахова тема)
Те́ма проклада́ння шля́ху — тема в шаховій композиції. Суть теми — рух по одній і тій же лінії одна за одною одноколірних лінійних фігур. На відміну від Бристольської теми тематична фігура, яка ходила першою, так би мовити, «прокладала шлях», також бере участь у матовій картині.

## Історія
Ідея походить від Бристольської теми й разом з нею була започаткована, й паралельно з нею розробляється.
Справа у тому, що при розробці Бристольської теми проблемісти звернули увагу на нераціональність використання першої фігури, яка робила «прокладання шляху», і більше в грі не брала участі. Тому, при вираженні цієї ідеї проблемісти включали в кінцеву гру при створенні матових картин і першу фігуру, яка вже несла на собі певні тактичні навантаження — прикривала поле, захищала фігуру, яка рухалася за нею, зв'язувала, тощо. Внаслідок цього з'явилась суттєва різниця між новою ідеєю і Бристольською темою.
Ідея й дістала назву — тема прокладання шляху. Існують такі форми вираження теми — одноколірна, чорно-біла і біло-чорна.

## Тема в мініатюрі
|   | a | b | c | d | e | f | g | h |   |
| 8 | g8 білий ферзь · g7 біла тура · h6 білий король · f5 чорний пішак · h3 чорний король · h1 чорний кінь | g8 білий ферзь · g7 біла тура · h6 білий король · f5 чорний пішак · h3 чорний король · h1 чорний кінь | g8 білий ферзь · g7 біла тура · h6 білий король · f5 чорний пішак · h3 чорний король · h1 чорний кінь | g8 білий ферзь · g7 біла тура · h6 білий король · f5 чорний пішак · h3 чорний король · h1 чорний кінь | g8 білий ферзь · g7 біла тура · h6 білий король · f5 чорний пішак · h3 чорний король · h1 чорний кінь | g8 білий ферзь · g7 біла тура · h6 білий король · f5 чорний пішак · h3 чорний король · h1 чорний кінь | g8 білий ферзь · g7 біла тура · h6 білий король · f5 чорний пішак · h3 чорний король · h1 чорний кінь | g8 білий ферзь · g7 біла тура · h6 білий король · f5 чорний пішак · h3 чорний король · h1 чорний кінь | 8 |
| 7 | g8 білий ферзь · g7 біла тура · h6 білий король · f5 чорний пішак · h3 чорний король · h1 чорний кінь | g8 білий ферзь · g7 біла тура · h6 білий король · f5 чорний пішак · h3 чорний король · h1 чорний кінь | g8 білий ферзь · g7 біла тура · h6 білий король · f5 чорний пішак · h3 чорний король · h1 чорний кінь | g8 білий ферзь · g7 біла тура · h6 білий король · f5 чорний пішак · h3 чорний король · h1 чорний кінь | g8 білий ферзь · g7 біла тура · h6 білий король · f5 чорний пішак · h3 чорний король · h1 чорний кінь | g8 білий ферзь · g7 біла тура · h6 білий король · f5 чорний пішак · h3 чорний король · h1 чорний кінь | g8 білий ферзь · g7 біла тура · h6 білий король · f5 чорний пішак · h3 чорний король · h1 чорний кінь | g8 білий ферзь · g7 біла тура · h6 білий король · f5 чорний пішак · h3 чорний король · h1 чорний кінь | 7 |
| 6 | g8 білий ферзь · g7 біла тура · h6 білий король · f5 чорний пішак · h3 чорний король · h1 чорний кінь | g8 білий ферзь · g7 біла тура · h6 білий король · f5 чорний пішак · h3 чорний король · h1 чорний кінь | g8 білий ферзь · g7 біла тура · h6 білий король · f5 чорний пішак · h3 чорний король · h1 чорний кінь | g8 білий ферзь · g7 біла тура · h6 білий король · f5 чорний пішак · h3 чорний король · h1 чорний кінь | g8 білий ферзь · g7 біла тура · h6 білий король · f5 чорний пішак · h3 чорний король · h1 чорний кінь | g8 білий ферзь · g7 біла тура · h6 білий король · f5 чорний пішак · h3 чорний король · h1 чорний кінь | g8 білий ферзь · g7 біла тура · h6 білий король · f5 чорний пішак · h3 чорний король · h1 чорний кінь | g8 білий ферзь · g7 біла тура · h6 білий король · f5 чорний пішак · h3 чорний король · h1 чорний кінь | 6 |
| 5 | g8 білий ферзь · g7 біла тура · h6 білий король · f5 чорний пішак · h3 чорний король · h1 чорний кінь | g8 білий ферзь · g7 біла тура · h6 білий король · f5 чорний пішак · h3 чорний король · h1 чорний кінь | g8 білий ферзь · g7 біла тура · h6 білий король · f5 чорний пішак · h3 чорний король · h1 чорний кінь | g8 білий ферзь · g7 біла тура · h6 білий король · f5 чорний пішак · h3 чорний король · h1 чорний кінь | g8 білий ферзь · g7 біла тура · h6 білий король · f5 чорний пішак · h3 чорний король · h1 чорний кінь | g8 білий ферзь · g7 біла тура · h6 білий король · f5 чорний пішак · h3 чорний король · h1 чорний кінь | g8 білий ферзь · g7 біла тура · h6 білий король · f5 чорний пішак · h3 чорний король · h1 чорний кінь | g8 білий ферзь · g7 біла тура · h6 білий король · f5 чорний пішак · h3 чорний король · h1 чорний кінь | 5 |
| 4 | g8 білий ферзь · g7 біла тура · h6 білий король · f5 чорний пішак · h3 чорний король · h1 чорний кінь | g8 білий ферзь · g7 біла тура · h6 білий король · f5 чорний пішак · h3 чорний король · h1 чорний кінь | g8 білий ферзь · g7 біла тура · h6 білий король · f5 чорний пішак · h3 чорний король · h1 чорний кінь | g8 білий ферзь · g7 біла тура · h6 білий король · f5 чорний пішак · h3 чорний король · h1 чорний кінь | g8 білий ферзь · g7 біла тура · h6 білий король · f5 чорний пішак · h3 чорний король · h1 чорний кінь | g8 білий ферзь · g7 біла тура · h6 білий король · f5 чорний пішак · h3 чорний король · h1 чорний кінь | g8 білий ферзь · g7 біла тура · h6 білий король · f5 чорний пішак · h3 чорний король · h1 чорний кінь | g8 білий ферзь · g7 біла тура · h6 білий король · f5 чорний пішак · h3 чорний король · h1 чорний кінь | 4 |
| 3 | g8 білий ферзь · g7 біла тура · h6 білий король · f5 чорний пішак · h3 чорний король · h1 чорний кінь | g8 білий ферзь · g7 біла тура · h6 білий король · f5 чорний пішак · h3 чорний король · h1 чорний кінь | g8 білий ферзь · g7 біла тура · h6 білий король · f5 чорний пішак · h3 чорний король · h1 чорний кінь | g8 білий ферзь · g7 біла тура · h6 білий король · f5 чорний пішак · h3 чорний король · h1 чорний кінь | g8 білий ферзь · g7 біла тура · h6 білий король · f5 чорний пішак · h3 чорний король · h1 чорний кінь | g8 білий ферзь · g7 біла тура · h6 білий король · f5 чорний пішак · h3 чорний король · h1 чорний кінь | g8 білий ферзь · g7 біла тура · h6 білий король · f5 чорний пішак · h3 чорний король · h1 чорний кінь | g8 білий ферзь · g7 біла тура · h6 білий король · f5 чорний пішак · h3 чорний король · h1 чорний кінь | 3 |
| 2 | g8 білий ферзь · g7 біла тура · h6 білий король · f5 чорний пішак · h3 чорний король · h1 чорний кінь | g8 білий ферзь · g7 біла тура · h6 білий король · f5 чорний пішак · h3 чорний король · h1 чорний кінь | g8 білий ферзь · g7 біла тура · h6 білий король · f5 чорний пішак · h3 чорний король · h1 чорний кінь | g8 білий ферзь · g7 біла тура · h6 білий король · f5 чорний пішак · h3 чорний король · h1 чорний кінь | g8 білий ферзь · g7 біла тура · h6 білий король · f5 чорний пішак · h3 чорний король · h1 чорний кінь | g8 білий ферзь · g7 біла тура · h6 білий король · f5 чорний пішак · h3 чорний король · h1 чорний кінь | g8 білий ферзь · g7 біла тура · h6 білий король · f5 чорний пішак · h3 чорний король · h1 чорний кінь | g8 білий ферзь · g7 біла тура · h6 білий король · f5 чорний пішак · h3 чорний король · h1 чорний кінь | 2 |
| 1 | g8 білий ферзь · g7 біла тура · h6 білий король · f5 чорний пішак · h3 чорний король · h1 чорний кінь | g8 білий ферзь · g7 біла тура · h6 білий король · f5 чорний пішак · h3 чорний король · h1 чорний кінь | g8 білий ферзь · g7 біла тура · h6 білий король · f5 чорний пішак · h3 чорний король · h1 чорний кінь | g8 білий ферзь · g7 біла тура · h6 білий король · f5 чорний пішак · h3 чорний король · h1 чорний кінь | g8 білий ферзь · g7 біла тура · h6 білий король · f5 чорний пішак · h3 чорний король · h1 чорний кінь | g8 білий ферзь · g7 біла тура · h6 білий король · f5 чорний пішак · h3 чорний король · h1 чорний кінь | g8 білий ферзь · g7 біла тура · h6 білий король · f5 чорний пішак · h3 чорний король · h1 чорний кінь | g8 білий ферзь · g7 біла тура · h6 білий король · f5 чорний пішак · h3 чорний король · h1 чорний кінь | 1 |
|   | a | b | c | d | e | f | g | h |   |

FEN: 6Q1/6R1/7K/5p2/8/7k/8/7n
1. Rg1! ~ 2. Rh1#
1. ... Kh2 2. Qg2#
1. ... S~     2. Qg3#
Білі роблять вступний хід турою по вертикалі «g», і на варіанти захисту чорних проходять тематичні мати ферзем, який рухається слідом за турою, яка ніби «проклав шлях» для ферзя.